# Región de Gießen
La Región de Gießen (en alemán: Regierungsbezirk Gießen) es una de las tres Regierungsbezirken el estado federal de Hesse (Alemania). Se encuentra ubicada en mitad del estado federal. Es el más pequeño en superficie de las tres regiones administrativas.

## Historia
El Regierungsbezirk Gießen se creó administrativamente el 1 de enero de 1981 bajo la presidencia de Holger Börner (SPD).

## Composición de la Región

### Distritos
1. Lahn-Dill
2. Gießen
3. Limburg-Weilburg
4. Marburg-Biedenkopf
5. Vogelsberg

### Sonderstatusstädte
1. Gießen
2. Marburg
3. Wetzlar

## Literatura
- Regierungspräsidium Gießen, Pressestelle (Hrsg.): 1981-2006 25 Jahre Regierungspräsidium Gießen. Archivado el 14 de junio de 2006 en Wayback Machine. Eigenverlag, Gießen 2006, ohne ISBN